# Aliança Democràtica pel Canvi
L'Aliança Democràtica pel Canvi (portuguès Aliança Democrática para a Mudança, ADM) va ser una coalició política de Cap Verd de començaments de la dècada del 2000.

## Història
L'ADM es va establir prèviament a les eleccions parlamentàries de gener de 2001 com una aliança entre la Unió Capverdiana Independent i Democràtica (UCID), el Partit de Convergència Democràtica (PCD) i el Partit de Treball i Solidaritat (PTS).L'aliança va rebre el 6% dels vots i va obtenir dos escons a l'Assemblea Nacional. A les eleccions presidencials d'un mes després, el candidat de l'ADM, Jorge Carlos Fonseca va acabar tercer dels quatre candidats amb un 3% dels vots.
Els partits es presentaren per separat a les següents eleccions de 2006, i la UCID va obtenir dos escons.